# リブラ・スケール
『リブラ・スケール』（原題:LIBRA SCALE）は、アメリカのシンガーソングライターNe-Yoの4枚目のオリジナルアルバムである。デフ・ジャム・レコードとコンパウンドエンターテイメントによって2010年10月27日に日本、10月29日にイギリス、11月22日にアメリカでリリースされた。

## 概要
最初の週の販売で112,000枚を売り上げ、US Billboard 200にて9位を記録した。前作『イヤー・オブ・ザ・ジェントルマン』（2008年）に続き、アメリカで4作連続のトップ10入りを果たした。
今作はストーリー・アルバムとなっており、クライド、レロイ、ジェローム（Ne-Yoの役はジェロームである。）という3人の登場人物がいるという設定となっている。
Ne-Yoは本作のコンセプトについて「僕の役はジェローム。３人はゴミ収集の清掃員として働いてるごく普通の人々。で、彼らはいつも「みんなの羨望の的になるような、カネに車に服にオンナにジュエリーと好きなものをなんでも手にできたら、どんな気分なんだろう」って話してる。そうしたら空からある男が降りてきて、彼らにそのずっと夢見てきた生活を与えてあげよう、って言うんだ。カネに権力に服に車にオンナに、ってすべて。ただし、条件があって、彼らはスーパー・ヒーローとして自分たちの住む街を守らなきゃいけないんだ。彼らはその条件を飲んで、３つのルールの下に生きることになるんだ。
- 第１条「どんなことがあっても、どんな手段をとっても、街を守ること」
- 第２条「いつどうやってその力を与えられたのかは決して公言してはいけない」
- 第３条であり、最も厳重なルールとされているのは、「なにがあろうと、どんな形であろうと、絶対に恋に落ちてはいけない」
ガールフレンドや妻はダメ。グルーピーとかそういうのは好きなだけ楽しめばいいけど、彼女とか妻とかいったように本気で好きになっては絶対にいけないんだ。で、もちろんこの３人は若い男子だから「オッケー」なんて軽く承諾しちゃうわけ。でも結局、主人公のジェロームはとある女性に出会って恋に落ちる。その後、紆余曲折を経て、彼らは選択せざるを得なくなり、「愛」と「富・権力・名声」のどちらを選ぶのか、という内容なんだ。」と語っている。

## シングル
1st「ビューティフル・モンスター」2010年6月7日 / Billboard Hot 100 最高53位
2nd「シャンパン・ライフ」2010年7月20日 / Billboard Hot 100 最高75位
3rd「ワン・イン・ア・ミリオン」2010年9月14日 / Billboard Hot 100 最高87位

## 収録曲
1. シャンパン・ライフ
2. メイキン・ア・ムーヴィー
3. ノウ・ユア・ネーム
4. テレキネシス
5. クレイジー・ラヴ feat. ファボラス
6. ワン・イン・ア・ミリオン
7. ジェニュイン・オンリー
8. コーズ・アイ・セッド・ソー
9. ビューティフル・モンスター
10. ホワット・ハヴ・アイ・ダン?
11. ビューティフル・モンスター (トニー・モーラン・エディット)（ボーナストラック）